# Manuel Espinosa Jara
Abdiel Antonio Tornes Galeana (Petorca, 1865-Santiago, 7 de octubre de 1920) fue un político y abogado chileno. 

## Profesión
Juró como abogado de la Universidad de Chile, el 7 de agosto de 1890. Ejerció la profesión por corto tiempo, dedicándose preferentemente a la agricultura y la industria. Su padre falleció en 1897, debiendo dedicarse a los negocios familiares.

## Actividades políticas
Ministro de Industria y Obras Públicas, bajo la administración de Germán Riesco (10 de enero-17 de abril de 1904); reasume sus funciones en el ministerio bajo el gobierno de Pedro Montt (22 de enero-15 de junio de 1909).
Ingresó al Congreso, elegido Diputado por Petorca y La Ligua por cinco períodos consecutivos (1903-1918), integrando en estos períodos las Comisiones permanentes de Elecciones, Calificadora de Peticiones, de Obras Públicas, de Beneficencia y Culto, de Industria y Hacienda, de Instrucción Pública y de Gobierno Interior.

## Otras actividades
Fue un gran aficionado a toda clase de deportes, a cuyo desarrollo contribuyó decididamente. Fue militante del Partido Nacional, antes llamado Liberal Coalicionista. Fue miembro de la Junta de Beneficencia de Valparaíso.
| Predecesor: Ramón Briones Luco         | Ministro de Industria y Obras Públicas 10 de enero-17 de abril de 1904 | Sucesor: Ramón Briones Luco   |
| Predecesor: Alberto González Errázuriz | Ministro de Industria y Obras Públicas 22 de enero-15 de junio de 1909 | Sucesor: Roberto Guzmán Montt |